# الرئيس بيغ براذر
الرئيس بيغ براذر برنامج من فئة تلفزيون الواقع. يسلط الضوء على حياة مجموعة من الأشخاص مقيمون في منزل واحد ومعزولون تماماً عن العالم الخارجي.
هو النسخة العربية من البرنامج الهولندي بيغ براذر (Big Brother)، الذي ابتكره الهولندي «جون دي مول» ويوزع من قبل شركة إندمول العالمية، ومازال يعرض في العديد من دول العالم، ويلقى نجاحاً كبيراً.
بدأ بثه عربياً يوم السبت 21 شباط 2004 واستمر حتى 2 آذار من نفس العام، على قناة إم ‌بي ‌سي 2. قدمته الإعلامية اللبنانية رزان مغربي. أقيم في منزل بني له خصيصاً في جزيرة «أمواج» البحرينية. كان مقرراً أن تكون مدة البرنامج 70 يوماً، وأن يحصل الشخص الذي يبقى إلى النهاية على لقب الرئيس وجائزة مالية بمقدار 100,000 دولار أمريكي. لكنه أوقف وألغي تماماً بعد 11 يوماً من بدئه.
وبالرغم من أن البرنامج الأصلي يُبث بثاً متواصلاً في قناة خاصة، كانت النسخة العربية تُبث فقط لنصف ساعة يومياً، تتضمن تقريراً عن يوم كامل للمشتركين، إضافة إلى حلقة أسبوعية على الهواء مدتها ساعة ونصف، يُستبعد فيها أحد المشتركين من المنزل وفرصة الفوز.

## فكرة البرنامج
المسابقة مؤلفة من 12 شابا وفتاة من أصحاب الشخصيات القوية والمتميزة من دول عربية مختلفة، حيث يقومون بالعيش سويا ما يقارب سبعين يوما في منزل مشترك بني خصيصا للبرنامج. على هولاء المشتركين التأقلم على العيش في هذا المنزل الذي تفصلهم جدرانه عن الناس مع انعدام أي وسيلة للإتصال بالعالم الخارجي سواء أكان هاتفا أم تلفازا أو أي شيء آخر.
المنزل مجهز بشكل كامل بكل ما يحتاجه المشتركون من أساسيات وكماليات، ما عدا وسائل الاتصالات. وهو مزود أيضا بأربع وعشرين كاميرا موزعة على جميع مرافق المنزل، ماعدا الحمام والمرحاض، لكي يتمكن المشاهدون من متابعة جميع الأحداث المثيرة التي تحدث خلف الجدران، فالمشاهدون سيتابعون جميع تفاصيل حياة المشتركين خلال فترة وجودهم في المنزل. ويقوم الجمهور بالتصويت في كل أسبوع على الأشخاص الذين يرغبون ببقائهم والاثنان اللذان يتحصلان على نسبة تصويت أقل يصبحان مهددين بالاستبعاد من البيت ثم يجري التصويت مرة أخرى ليخرج صاحب النسبة الاقل ويبقى الآخر.
هناك عدد كبير من الأحكام واللوائح التي يجب أن يتقيد بها جميع المشتركين ومن أهمها الانعزال التام عن العالم الخارجي، أي لا مكالمات هاتفية ولا رسائل إلكترونية مع الأقارب والأصدقاء والمساهمة في أداء المهام والتحديات المقررة على مدار الساعة 7 أيام في الأسبوع. يحق للمشاركين ترك المنزل في أي وقت لكن عند الخروج لا يمكن للمتسابق العودة.
يجب على كل مشارك دخول غرفة الاعتراف يوميا ليقول رأيه بكل ما يحصل من حوله ورأيه بتصرفات باقية زملائه. يتم اختيار من خلال مسابقة تنافسية من سيكون رئيس البيت لمدة أسبوع، ومن مهامه اختيار في حلقة مخصصة واحد من زملائه لكي يكون مرشح للخروج من المنزل إلى جانب واحد آخر يتم اختيار من خلال أكبر عدد من الأصوات يحصل عليها من التصويت في الغرفة السرية. يتم استبعاد واحد منهم اسبوعبا من خلال رغبة المشاهدين الذي تتم عبر التصويت الهاتفي.
من خصائص النسخة العربية هي فصل الجنسين عن بعضهم في غرف نوم، حمامات وغرفة صلاة مخصص لكل منهما، حيث أماكن البنات يتم مراقبتها من قبل مصورات إناث. الأماكن المختلطة للجنسين هي فقط المطبخ والفسحة الخارجية للمنزل.

## إلغاء البرنامج
بعد 11 يوماً من انطلاق البرنامج أعلن مركز تلفزيون الشرق الأوسط (أم بي سي) أنه قرر إيقافه، تلبية لطلب من وزارة الإعلام البحرينية؛ وذلك بسبب اعتراضات وضغوط من قِبل فئة المحافظين والإسلاميين، عبر شن حملة إعلامية، ومظاهرة حاشدة أمام المنزل، وتهديد أعضاء في البرلمان البحريني بمساءلة وزير الثقافة. وكان فحوى الاعتراضات أن البرنامج لا يتناسب مع القيم العربية الإسلامية وطبيعة مملكة البحرين كبلد ذو بيئة محافظة وتقليدية، وأن المسابقة تروج لخدش القيم والحياء والرذيلة.
وصرح ناطق باسم المحطة بأن القرار اتخذ حتى لا تصبح عرضة لأي اتهامات بأنها تسئ إلى القيم والتقاليد والاخلاق العربية؛ بالرغم من أن هكذا برنامج لا يحمل أي إشكالات اجتماعية تفوق ما هو سائد في المسلسلات التي تبثها القنوات التلفزيونية الرسمية والخاصة، بل إنها أكثر أمانة في نقل الواقع.
وكانت المحطة عدلت نظام البرنامج مراعاة للتقاليد العربية، فمنعت الجنسين من النوم في مكان واحد، وخصصت مكاناً للصلاة؛ لكن هذا لم يكن كافياً بنظر المعارضين.
وقد أبدى مسؤول إعلامي بحريني أسفه لهذا القرار، وتوقع أن ما حدث قد يؤثر على إمكانية البحرين في جذب الاستثمارات مستقبلاً.

## المشتركين
| المشترك              | العمر | الوظيفة                   | الهوايات                                                                                        |
| -------------------- | ----- | ------------------------- | ----------------------------------------------------------------------------------------------- |
| أشجان حداد           | 26    | عارضة أزياء               | تحب التمثيل وكل أنواع الفنون وتكره الوحدة والعزلة                                               |
| كوثر التريكي         | 32    | ملحقة تجارية              | تهوى ركوب الخيل واتمنى أن تمتلك مزرعة خيول                                                      |
| نجوى حمود            | 31    | أخصائية تجميل             | تهوى التمثيل وتتمنى دخول المجال الفني                                                           |
| آلاء عمر يوسف الحبسي | 30    | مديرة بأحدى شركات التأمين | تقول إنها صريحة وجريئة وتحب الإستقلالية، وتحب الأكل والقهوة العمانية                            |
| أمل صالح             | 30    | عارضة أزياء               | تحب كل ما يتعلق بالتجميل ومستحضراته                                                             |
| شذى سبت              | 24    | ممثلة مبتدئة              | تحب التمثيل والغناء                                                                             |
| فارس إبراهيم عاشور   | 22    | مدرس                      | يهوى ممارسة الرياضة خاصة لعبة الجودو ويقضي معظم أوقات فراغه بين النادي والحاسوب                 |
| مازن عماد جاسم       | 22    | طالب جامعي                | يهوى الموسيقى والتأليف والعزف على الآلات الموسيقية، العلاقات الإجتماعية ويحب المنافسة والمغامرة |
| عبد الحكيم علي       | 25    | موظف بنك                  | يهوى الاثارة والمغامرة ويمارس رياضاتي رفع الاثقال وكرة القدم                                    |
| بشارة عبد الله       | 29    | مصمم أزياء                | يهوى التمثيل والغناء والقراءة يحب كل ما هو غريب وطريف                                           |
| مايكل البنا          | 26    | صائغ                      | يهوى الرقص خاصة السالسا                                                                         |
| عبد الله يحيى        | 24    | أعمال حرة                 | يهوى الغناء وتقديم البرامج والتمثيل                                                             |